# Sandra Smith
Sandra Smith (* 27. Juni 1940 in Minneapolis, Minnesota) ist eine US-amerikanische Schauspielerin.

## Leben
Smith ist bekannt für ihre Rolle Dr. Lydia Thorpe in der Fernsehserie The Interns (1970–1971). Sie hatte einige weitere Auftritte in Fernsehserien wie etwa in Springfield Story (1962–1965), Our Private World (1965), The John Forsythe Show (1965), Big Valley (1967–1968), Bonanza (1968–1969), Rauchende Colts (1968–1972), Hawaii Fünf-Null (1968/1973) sowie FBI (1970/1973) und trat ebenfalls in den Filmen Teenage Doll (1957) und Scalplock (1966) auf.

## Filmografie
- 1957: Teenage Doll
- 1958: Gnadenlose Stadt (Naked City, Fernsehserie, eine Folge)
- 1962–1965: Springfield Story (Guiding Light, Fernsehserie)
- 1965: Our Private World (Fernsehserie, 4 Folgen)
- 1965: The John Forsythe Show (Fernsehserie, 2 Folgen)
- 1966: Scalplock (Fernsehfilm)
- 1966: Iron Horse (Fernsehserie, eine Folge)
- 1967: Die Leute von der Shiloh Ranch (The Virginian, Fernsehserie, eine Folge)
- 1967: Garrison’s Gorillas (Fernsehserie, eine Folge)
- 1967: Wettlauf mit dem Tod (Run for Your Life, Fernsehserie, eine Folge)
- 1967: Mannix (Fernsehserie, eine Folge)
- 1967–1968: Big Valley (The Big Valley, Fernsehserie, 2 Folgen)
- 1968: Verrückter wilder Westen (Wild Wild West, Fernsehserie, eine Folge)
- 1968: Der Außenseiter (The Outsider, Fernsehserie, eine Folge)
- 1968–1969: Bonanza (Fernsehserie, 2 Folgen)
- 1968–1972: Rauchende Colts (Gunsmoke, Fernsehserie, 3 Folgen)
- 1968, 1973: Hawaii Fünf-Null (Hawaii Five-0, Fernsehserie, 2 Folgen)
- 1969: Raumschiff Enterprise (Star Trek, Fernsehserie, Folge 3x24: Gefährlicher Tausch)
- 1969: The Bold Ones: The Lawyers (Fernsehserie, eine Folge)
- 1969: The Flying Nun (Fernsehserie, eine Folge)
- 1970–1971: The Interns (Fernsehserie, 24 Folgen)
- 1970, 1973: FBI (The F.B.I., Fernsehserie, 2 Folgen)
- 1972: Columbo: Blumen des Bösen (The Greenhouse Jungle, Fernsehreihe)
- 1972: Owen Marshall – Strafverteidiger (Owen Marshall: Counselor at Law, Fernsehserie, eine Folge)
- 1973: Der Chef (Ironside, Fernsehserie, eine Folge)
- 1974: Nakia, der Indianersheriff (Nakia, Fernsehserie, eine Folge)
- 1975: Detektiv Rockford – Anruf genügt (The Rockford Files, Fernsehserie, eine Folge)